# Willys MB

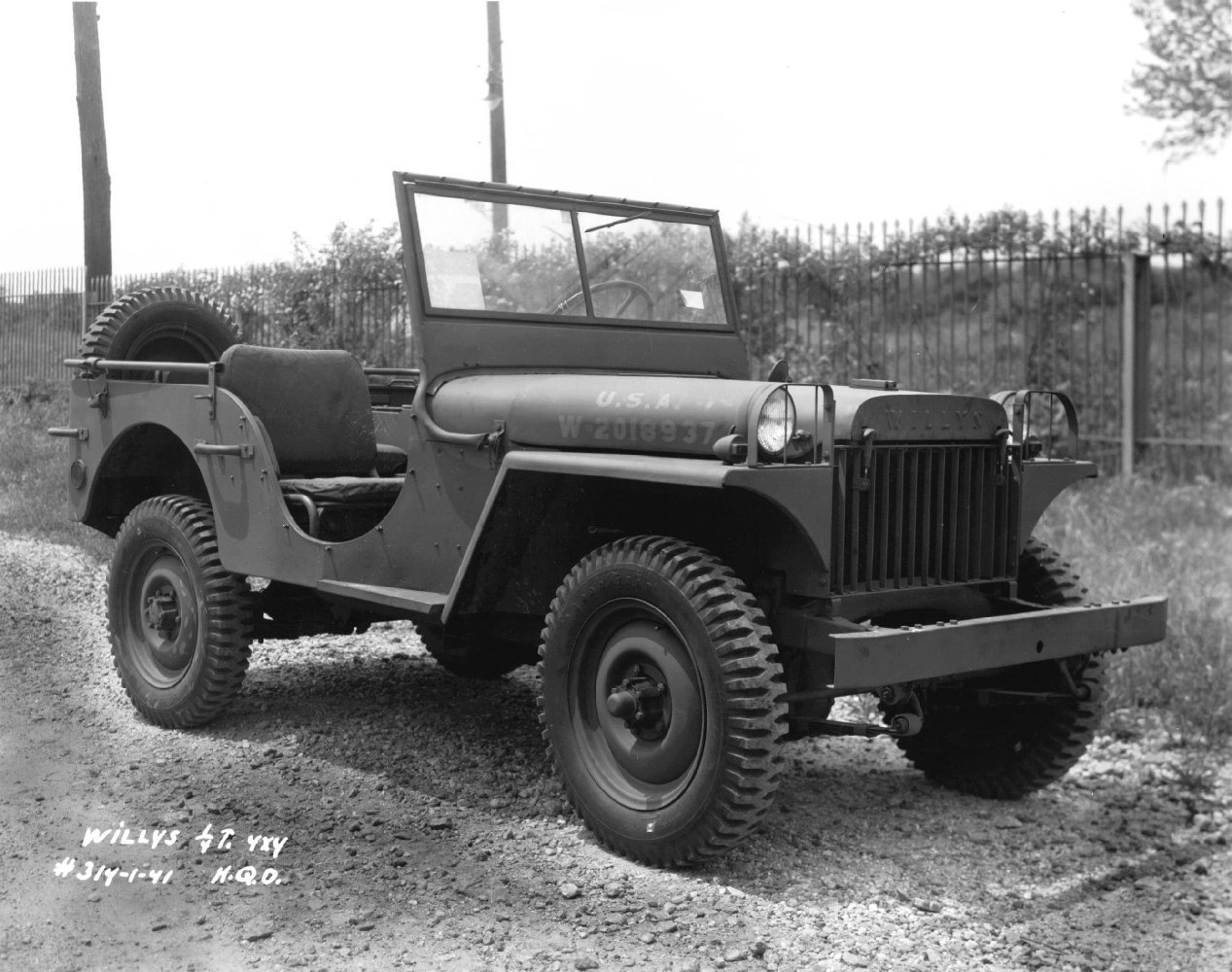
Willys MA

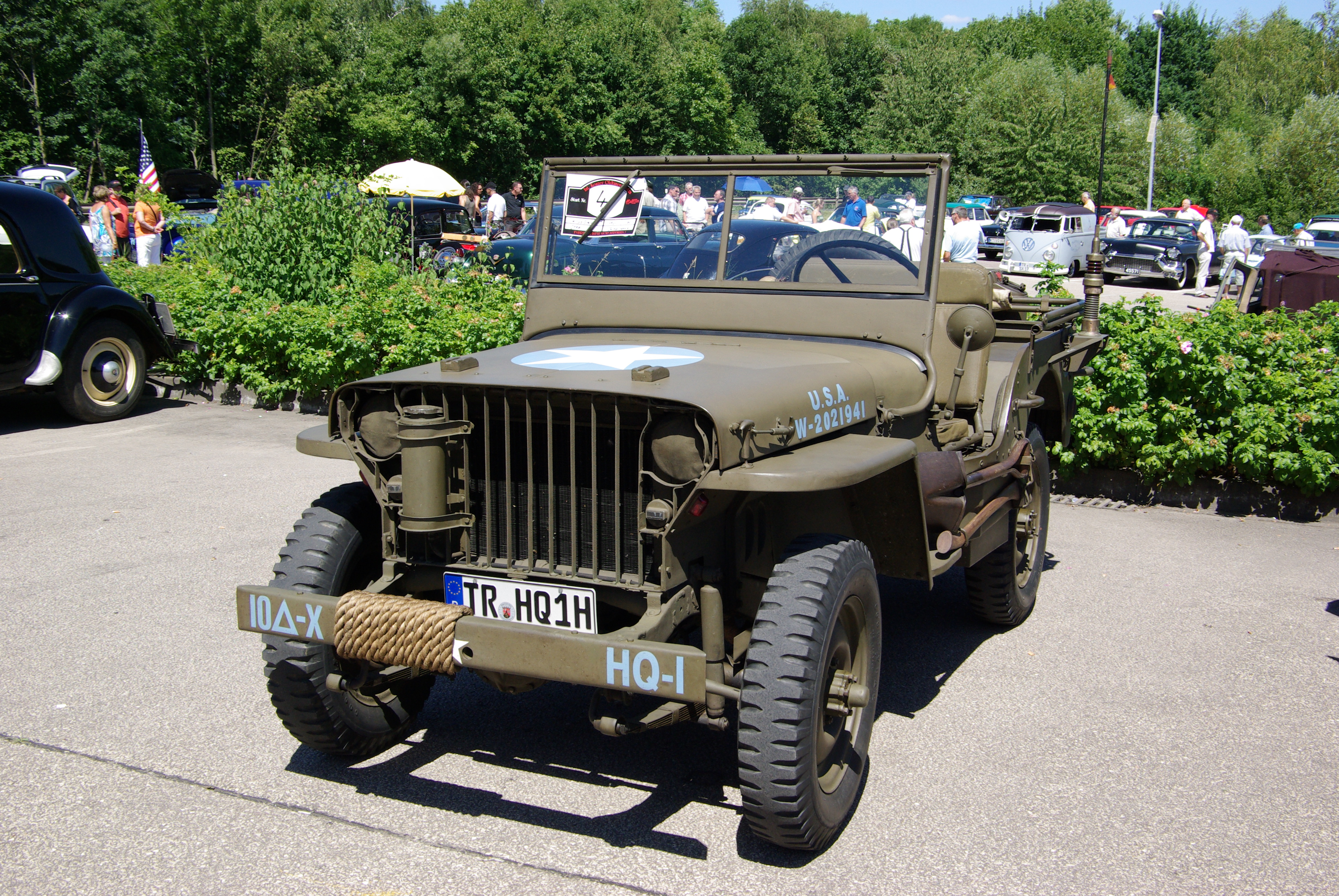
Wczesny Willys MB (wyposażony dodatkowo w skraplacz wody)

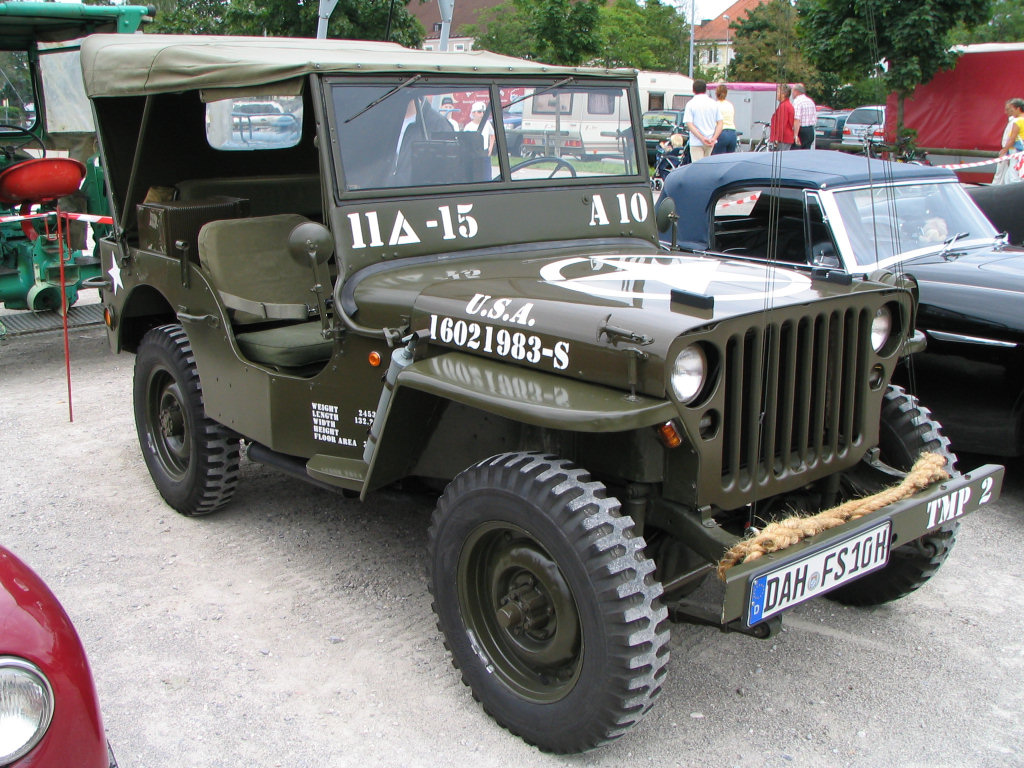
Willys MB z rozłożonym dachem

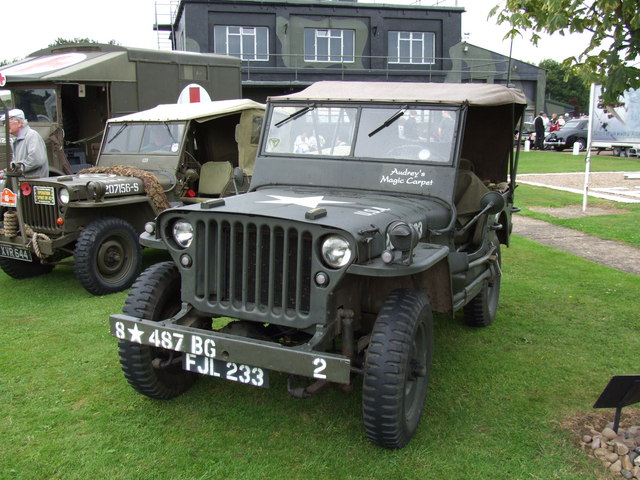
Willys MB

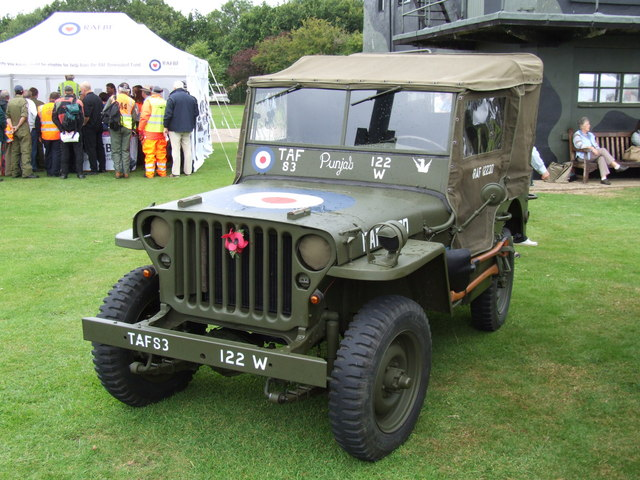
Ford GPW – dostrzegalna jest różnica w poprzeczce ramy pod osłoną chłodnicy

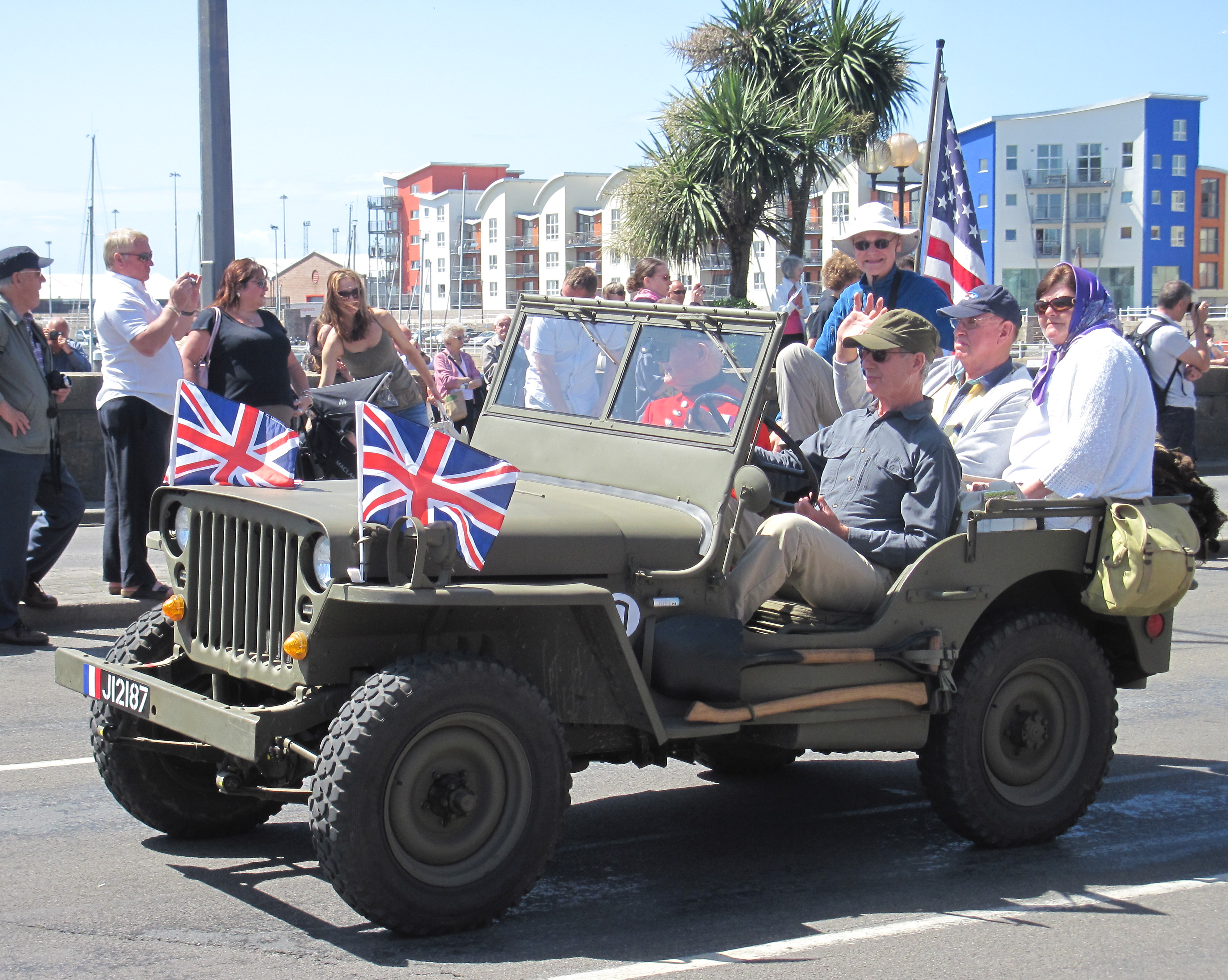
Hotchkiss M201

Willys MB, potocznie znany jako jeep – wojskowy samochód osobowo-terenowy konstrukcji amerykańskiej z okresu II wojny światowej. Jego bliźniaczym wariantem, produkowanym na licencji w zakładach Ford, był Ford GPW. Oba modele były szeroko używane przez wszystkie siły alianckie podczas wojny, a następnie także przez użytkowników cywilnych w wielu krajach.

## Historia

### Prototyp Willys Quad
W związku z przygotowaniami Stanów Zjednoczonych do wojny, Departament Obrony w 1940 roku ogłosił przetarg na lekki samochód rozpoznawczy (ang. Reconnaissance Car) o ładowności 1/4 tony wyposażony w napęd na cztery koła dla armii amerykańskiej. Wzięły w nim udział tylko dwie firmy – American Bantam Car i Willys-Overland. 5 sierpnia 1940 przetarg i zamówienie na budowę 70 samochodów wygrał Bantam, który podjął się budowy prototypu w wymaganym czasie 49 dni, podczas gdy Willys, mimo nieco tańszej oferty, potrzebował na wykonanie zlecenia 120 dni. Willys nie miał jeszcze w chwili przetargu gotowego projektu samochodu, a jedynie analizę kosztów i potrzebnego czasu. 23 września 1940 prototyp pierwowzoru jeepa – pojazdu Bantam BRC przedstawiono do prób, wypadły one pomyślnie.
Pomimo przegranej w przetargu, Willys-Overland rozpoczął na własne ryzyko projektowanie i budowę własnego prototypu. Chcąc uzyskać jak najlepszy projekt samochodu, Korpus Kwatermistrzowski armii amerykańskiej (QMC) przekazał plany prototypu Bantama firmom Willys i Ford do wykorzystania w swoich pracach; zapoznawały się one również z nimi podczas testów. Pierwszy prototyp samochodu terenowego Willys Quad, podobny do Bantama i pokrewny z nim konstrukcyjnie, dostarczono do prób w Fort Holabird 11 listopada 1940. Drugi prototyp wykonano w wersji z wszystkimi kołami skrętnymi. Prototypy Willysa miały wąską maskę silnika, z zaokrągloną kratą osłony chłodnicy z pionowych prętów. Reflektory były umiejscowione na błotnikach, a przed uszkodzeniami chroniły je kratownice. Masa własna samochodu wynosiła 1099 kg i przekraczała początkowo ustalony przez wojsko poziom (podobnie jak w pozostałych projektach jeepów). Tak jak Bantam, Willys Quad wykorzystywał układ przeniesienia napędu (reduktor, wały napędowe, osie) firmy Spicer. Dzięki mocniejszemu silnikowi (65 KM) Go-Devil własnej produkcji, prototypy Willysa miały jednak lepsze osiągi od oryginalnego Bantama i konkurencyjnego Forda GP, co zadecydowało o powodzeniu konstrukcji.

### Willys MA
W grudniu 1940 wojsko zamówiło 1500 sztuk ulepszonego modelu Willys MA (równolegle z zamówieniem takiej samej liczby egzemplarzy Bantama BRC i Forda GP). Zmiany dotyczyły głównie nadwozia: krata osłony chłodnicy stała się płaska, przednie błotniki straciły boczne osłony, a powiększone wycięcia wejściowe w ścianach bocznych otrzymały zaokrąglony kształt. Reflektory osłonięte kratami w dalszym ciągu znajdowały się na błotnikach. Zmieniono przednią szybę i jej sposób składania na maskę. Dłuższa, tępo zakończona maska, miała z przodu duży tłoczony napis „WILLYS” (litery trzycalowej wysokości).

### Standardowy model – Willys MB i Ford GPW
W pierwszej połowie 1941 armia amerykańska wybrała konstrukcję Willysa jako podstawowy samochód terenowy i w efekcie w lipcu tego samego roku zleciła firmie Willys-Overland produkcję 16 000 samochodów. Do seryjnej produkcji jednakże trafił ulepszony standardowy model oznaczony jako Willys MB. Główną wizualną zmianą była szeroka kratownica osłony chłodnicy, z reflektorami w jej górnej części, pod płaską, szeroką maską silnika. Taka konstrukcja przedniej części nadwozia została zaadaptowana z konkurencyjnego modelu Ford GP i okazała się bardzo praktyczna – na masce można było np. rozkładać mapy, a nawet przewozić rannych na noszach. We wczesnej wersji kratownicy reflektory mogły być odchylone do góry i do tyłu w celu oświetlania silnika przy naprawach. Po wyprodukowaniu 25 808 sztuk, kratownica spawana z pionowych prętów została zastąpiona przez charakterystyczną, prostszą w produkcji kratownicę tłoczoną z blachy, z 9 podłużnymi pionowymi otworami, opracowaną przez Forda. W stosunku do modelu MA spłycono wycięcia wejściowe po bokach nadwozia, a pod lewym wycięciem pojawiły się specjalne poziome wytłoczenia na umieszczanie narzędzia saperskie – łopatę i siekierę. Z tyłu samochodu po lewej stronie montowano standardowo uchwyt na kanister. Dźwignię zmiany biegów przeniesiono z kierownicy na podłogę. Szereg podzespołów zamieniono na typowe wojskowe, używane w innych pojazdach (m.in. instalację elektryczną), inne części ulepszono. Oficjalnym oznaczeniem samochodu w armii amerykańskiej było: truck, ¼ ton, 4x4 – ciężarówka ćwierćtonowa z napędem 4x4.
Z uwagi na wielkość zamówień na potrzeby wojenne, niezbędny był drugi producent samochodu. Zlecenie otrzymał 10 listopada 1941 Ford, któremu przekazano za darmo dokumentację od Willysa pod warunkiem produkcji wyłącznie na zamówienia rządu USA. Ford GPW (W od Willys) od pierwowzoru różnił się jedynie drobnymi szczegółami. Części obu samochodów mogły być stosowane zamiennie. Główną, chociaż trudno dostrzegalną różnicę, stanowił poprzeczny łącznik ramy podwozia za osłoną chłodnicy silnika: wykonany z wygiętej rury u Willysa MB, natomiast z tłoczonego ceownika w Fordzie GPW. Od początku Ford korzystał ze swoich nadwozi (zakłady w Lincoln), a od października 1943 do zakończenia produkcji z nadwozi produkowanych przez American Central Manufacturing (ACM), które wykonywało je także dla Willysa. Wczesne samochody miały też tłoczoną nazwę producenta na tylnej ściance.
W sumie wyprodukowano 639 245 sztuk jeepów standardowego modelu, z tego 361 349 Willysów MB i 277 896 Fordów GPW. Willysy produkowane były w zakładach Willys-Overland w Toledo, a Fordy – w sześciu fabrykach. Ostatniego Willysa MB zbudowano 20 sierpnia 1945. Pierwszy model Willysa kosztował 739 dolarów.

### Produkcja po wojnie
Pierwszy cywilny model, Willys CJ2A (CJ – Civilian Jeep) pojawił się jeszcze w 1945 roku. Wywodził się on bezpośrednio z wojskowego Willysa MB. Główną różnicę wizualną stanowiła osłona chłodnicy z siedmioma pionowymi otworami (stanowiącymi odtąd znak firmowy Jeepa) w miejscu dziewięciu i z większymi reflektorami, mocowanymi na zewnątrz osłony, zamiast wpuszczonych. W 1950 roku Willys zastrzegł nazwę Jeep.
W 1956 roku 882 (według innych danych 465) Willysy MB wyprodukował na licencji francuski Hotchkiss. Następnie, w latach 1957–1966 Hotchkiss wyprodukował 27 628 egzemplarzy nieco ulepszonego modelu M201. Głównymi różnicami były: wzmocniona rama, instalacja elektryczna 24V zamiast 6V i, w większości samochodów, nowe koła z oponami radialnymi. Wyróżniającym detalem były zderzaki składanej szyby przeniesione z maski na górną ramę szyby.

## Użycie
Podstawowym użytkownikiem jeepów standardowego modelu Willys MB / Ford GPW podczas II wojny światowej była armia USA, lecz za pośrednictwem programu Lend-Lease trafiły one także na wyposażenie praktycznie wszystkich innych armii alianckich. Szczególnie duże serie trafiły do armii Wielkiej Brytanii i jej dominiów (przede wszystkim Kanady i Australii), a w dalszej kolejności do ZSRR. Znaczna część z nich została zmontowana w Wielkiej Brytanii z zestawów. Jeepy wczesnych modeli (w tym Bantam) zadebiutowały na polu walki w drugiej połowie 1941 w Północnej Afryce. Według danych amerykańskich, do ZSRR wysłano 43 728 standardowych jeepów (według danych radzieckich – 39 800), z czego 7-8% zostało zmontowanych na miejscu. Także większość Willysów MA była wysłana do ZSRR. Według innych danych, przeznaczono dla ZSRR ogółem 48 993 jeepy, z czego 3657 utracono po drodze, 1378 przekierowano do innych odbiorców, a dostarczono ogółem 43 958 (liczby te zapewne obejmują także niewielkie partie wcześniejszych modeli). Armia brytyjska nie miała własnych samochodów terenowych takiej lekkiej klasy, natomiast w ZSRR w znacznie mniejszej liczbie produkowano własne modele GAZ-64 i GAZ-67 (inspirowane prototypami jeepa). Bezpośrednio od USA lub za pośrednictwem Brytyjczyków jeepy otrzymywały również  „wolne” armie państw okupowanych przez Niemcy, przede wszystkim Francji, Polski (Polskie Siły Zbrojne) i Holandii, a także armia chińska (6944 egzemplarze). Ludowe Wojsko Polskie z kolei otrzymywało jeepy z ZSRR. Z drugiej strony, niewielka liczba zdobycznych jeepów używana była przez wojska Niemiec i innych państw osi.
Jeep produkowany był w dużych seriach i stał się jednym z symboli wojsk alianckich, zwłaszcza aliantów zachodnich. Generał Dwight Eisenhower zaliczył jeepa do trzech narzędzi, które wygrały wojnę (obok samolotu Dakota i barki desantowej). Według oficjalnych publikacji armii amerykańskiej, jeep był: "środkiem transportu ogólnego zastosowania, personelu lub ładunku, szczególnie nadającym się do celów rozpoznania lub dowodzenia". Jako typowe zastosowanie przewidziano także holowanie armaty ppanc 37 mm. W Armii Czerwonej służyły one natomiast do holowania armat przeciwpancernych kalibru 45 mm.
Po wojnie jeepy wojennego modelu, wyprzedawane z demobilu w ramach redukcji nadwyżek wojennych, trafiły do sił zbrojnych wielu innych państw, a także użytkowników cywilnych. Używane były wciąż szeroko przez wojska koalicji podczas wojny koreańskiej, a później były zastępowane nowszymi modelami.
Wkrótce po wojnie jeepy przekazywane z wojska (zastępowane tam przez GAZ-67), otrzymywane z programu UNRRA lub kupowane przez władze z demobilu na Zachodzie, stały się jednymi z powszechniejszym samochodów w polskich instytucjach państwowych, a następnie także wśród użytkowników prywatnych, jako jedne z niewielu dostępnych samochodów. Używane były także w powojennym sporcie samochodowym. Od lat 70. ocalałe samochody używane są przez entuzjastów jazdy terenowej i kolekcjonerów.

## Wersje wojskowe
- Willys MA (1940–1941) – pierwsza wersja, której powstało 1500 sztuk
- Willys MB (1941–1945) – podstawowa wersja wojskowego Jeepa. Powstało 361 349 sztuk
- Ford GPW (1941–1945) – podstawowa wersja produkowana na licencji przez Forda. Wyprodukowano 277 896 sztuk
- Ford GPA (1942–1943) – amfibia na podzespołach jeepa GPW (zbudowano 12 778)
- Willys MT-Tug – eksperymentalny wariant 6x6 (prawdopodobnie 24 sztuki)[15]

## Konstrukcja

### Nadwozie i podwozie
Otwarte stalowe nadwozie pozbawione drzwi posadowione było na prostokątnej stalowej ramie podwozia składającej się z dwóch równoległych podłużnic, wygiętych nad osiami i pięciu poprzeczek (w formie drabiny). Podłużnice połączone były z przodu stalowym demontowalnym zderzakiem z ceownika, a z tyłu ostatnią poprzeczką, do której przymocowane były dwa sprężyste zderzaki w formie spłaszczonych pętel. Ramy standardowych jeepów wykonywane były przez firmę Midland Steel. Silnik zamontowany był podłużnie z przodu, za chłodnicą. Zawieszenie kół było zależne: sztywne osie na resorach półeliptycznych, z teleskopowymi amortyzatorami hydraulicznymi. Rozstaw osi wynosił 2032 mm (80 cali), natomiast rozstaw kół – 1245 mm (49 cali).

### Napęd
Silnik modeli MB i Ford GPW stanowiła jednostka Willys L-Head 134, nazwana Go Devil (dosłownie: „naprzód, diable”). Był to silnik rzędowy, czterocylindrowy, dolnozaworowy, o pojemności 2,2 l (2199 cm³, 134 cale sześcienne). Uzyskiwał moc 60 KM przy 4000 obr./min. Większość produkcji była wyposażona silniki Go Devil Type 441, a od końca 1945 montowano Type 442, różniący się m.in. bezłańcuchowym napędem rozrządu (także w cywilnych CJ2A i francuskich licencyjnych Hotchkiss). Sprzęgło główne było suche, jednotarczowe. Jedną z zalet samochodu była duża powierzchnia chłodnicy, umożliwiająca długotrwałą pracę z małą prędkością lub pod obciążeniem bez przegrzewania silnika.

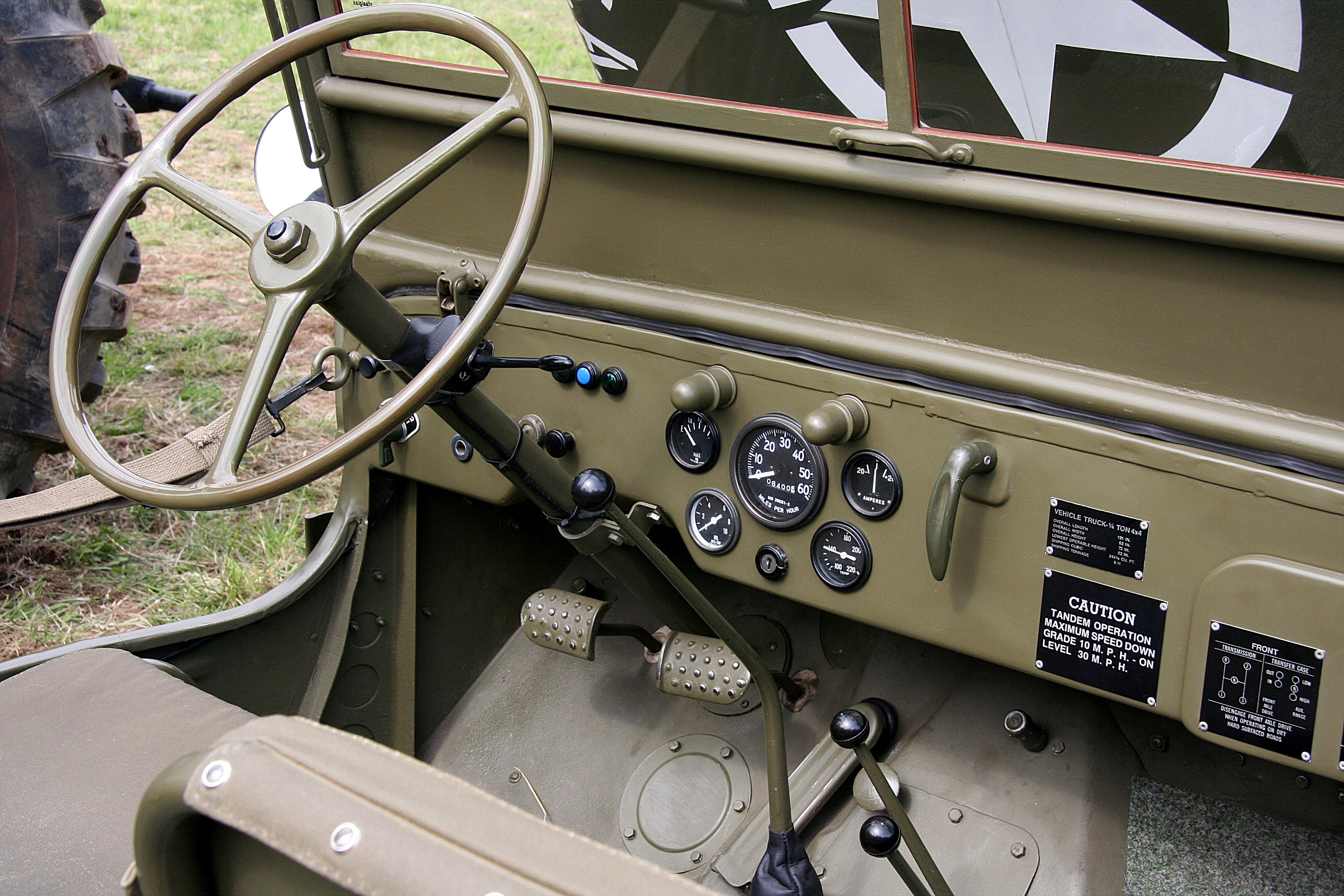
Deska rozdzielcza

Napęd był przekazywany na osie za pomocą trzybiegowej skrzyni biegów Warner T84J (drugi i trzeci bieg zsynchronizowane) oraz skrzyni rozdzielczej napędu z dwustopniowym reduktorem terenowym Spicer Type 18. Przełożenia biegów do przodu wynosiły: pierwszy bieg 2,665:1, drugi: 1,564:1, trzeci: 1:1, wsteczny: 3,554:1, a przełożenia reduktora: 1,97:1 i 1:1. Dalej na koła napęd przekazywany był przez sztywne osie z hipoidalnymi mostami produkcji Spicera (przełożenie 4,88:1). W przedniej osi napędowej stosowano przeguby homokinetyczne typu Spicer, Rzeppa, Tracta lub Bendix-Weiss. Napęd na tylne koła był stały, na przednie dołączany (niższe przełożenie reduktora było włączane tylko z napędem na 4 koła). Hamulce na 4 koła bębnowe, hydrauliczne Bendix. Hamulec mechaniczny postojowy na wał napędowy, uruchamiany dźwignią na desce rozdzielczej (uznawaną za mało wygodną). Opony w standardowych jeepach miały wymiary 6.00x16".

### Instalacja elektryczna
Instalacja elektryczna miała napięcie 6V (w Hotchkiss M201 – 24V). Rozrusznik elektryczny uruchamiany był nożnym przełącznikiem w podłodze. Od połowy 1942 zrezygnowano ze stosowania kluczyka zapłonu (co uczyniło pojazd łatwym do uruchomienia przez niepowołanych użytkowników). Oryginalne oświetlenie obejmowało z przodu dwa reflektory drogowe, a pod nimi dwa przysłonięte światła pozycyjne i jeden przysłonięty reflektor drogowy na lewym błotniku, używane w warunkach zaciemnienia. Z tyłu samochody miały światła pozycyjne, stopu i odblaskowe oraz przysłonięte światło pozycyjne. Wiele jeepów zostało później przystosowanych do przepisów o ruchu drogowym przez montaż nieoryginalnych kierunkowskazów.

### Uzbrojenie

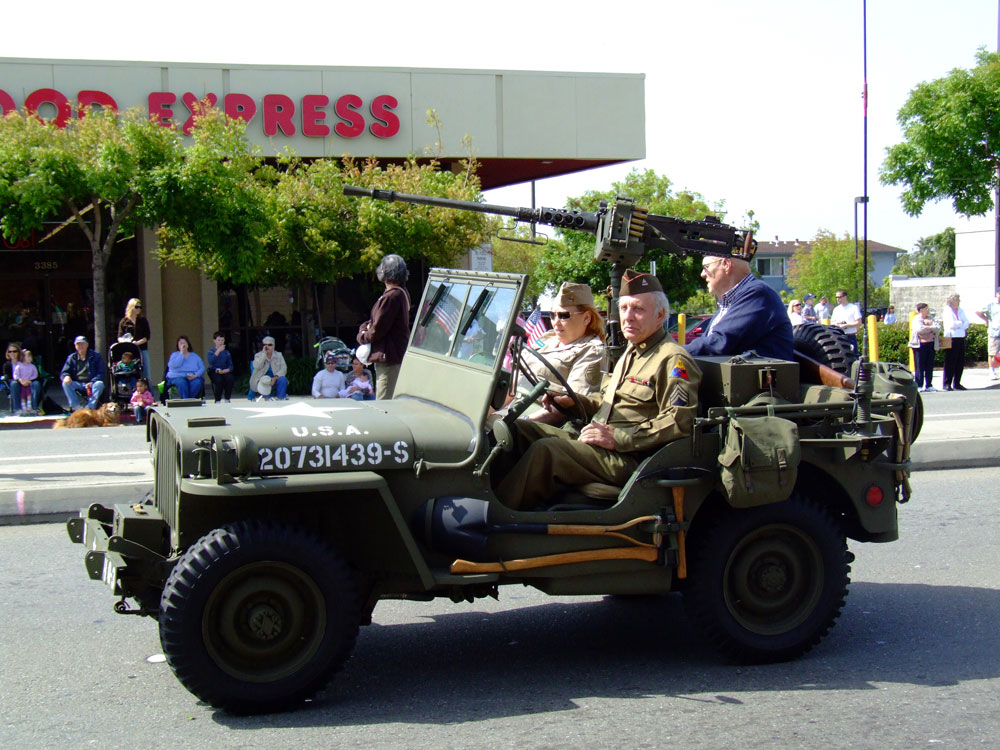
Willys Jeep uzbrojony w wkm Browning na standardowej podstawie

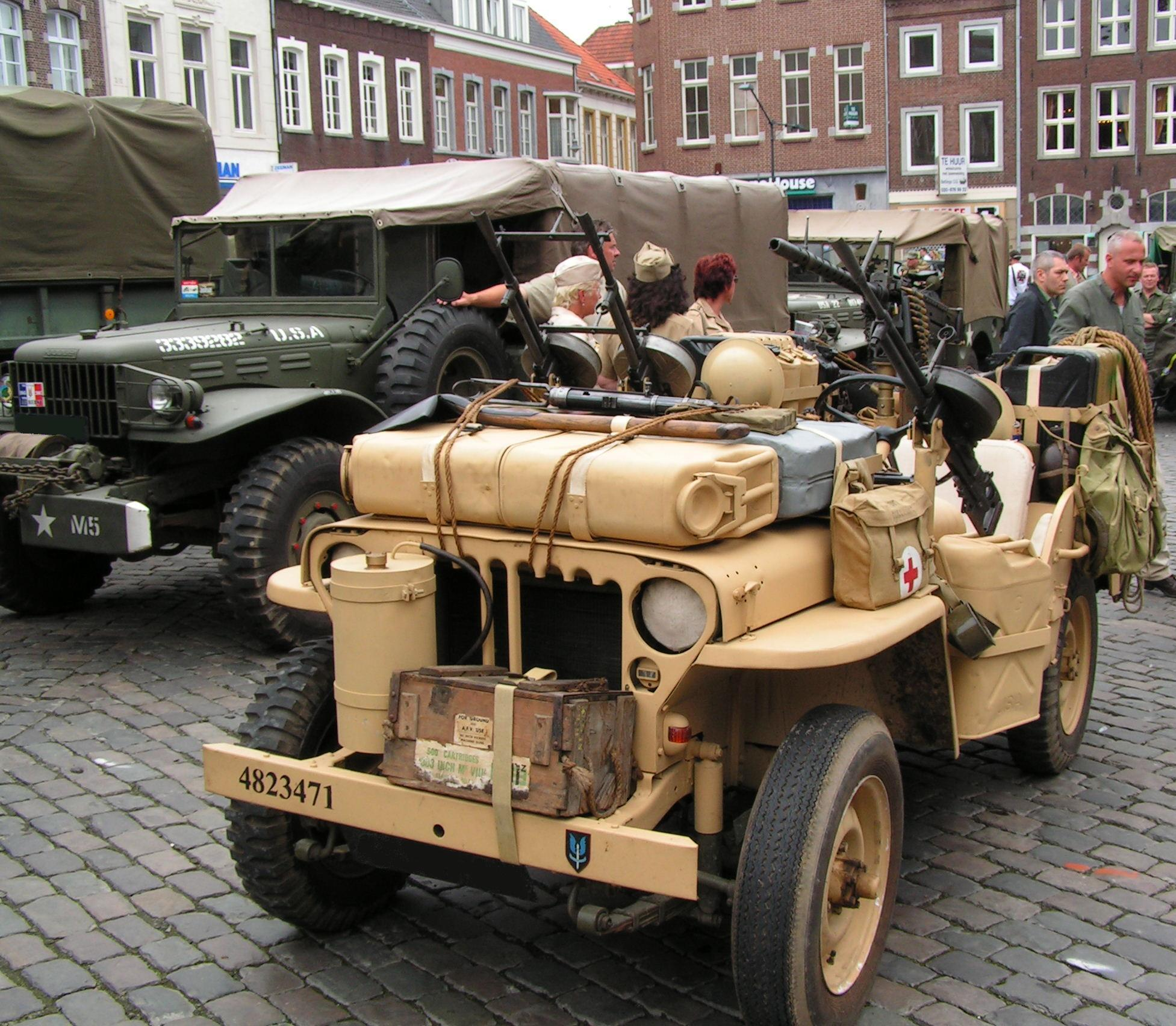
Rekonstrukcja uzbrojonej wersji pustynnej jednostki SAS

Jeep nie był co do zasady przewidziany jako pojazd bojowy i większość była nieuzbrojona, lecz wszystkie były przystosowane do montażu uzbrojenia. Samochody standardowego modelu MB/GPW mogły być wyposażone w wielkokalibrowy karabin maszynowy 12,7 mm (.50 cala) Browning M2HB lub karabin maszynowy 7,62 mm (.30 cala) Browning M1919A4 na podstawie słupkowej M31 (później M31C), montowanej centralnie do podłogi, za przednimi siedzeniami (rama była w tym miejscu wzmocniona). Po prawej stronie maski przed pasażerem mógł być także zamontowany 7,62 mm Browning M1919A4 na podstawie M48, z ograniczonym polem ostrzału. Francuskie powojenne samochody miały wychylany uchwyt dla karabinu maszynowego 7,7 mm AA52 po prawej stronie maski.
Istniały też niestandardowe modyfikacje, używane jako wozy bojowe przez siły specjalne, jak Special Air Service, LRDG i Prywatną Armię Popskiego w Afryce Północnej. Najsilniejszy wariant uzbrojenia znany ze zdjęć stanowił wkm 12,7 mm Browning przed pasażerem, lotniczy km 7,7 mm Vickers K po lewej stronie maski przed kierowcą oraz podwójnie sprzężony km Vickers K na centralnej podstawie za siedzeniami. W innych wariantach montowano też rkm 7,7 mm Bren na uchwycie przeciwlotniczym lub chłodzony wodą km 7,62 mm Browning M1917A1 lub 7,7 mm Vickers.

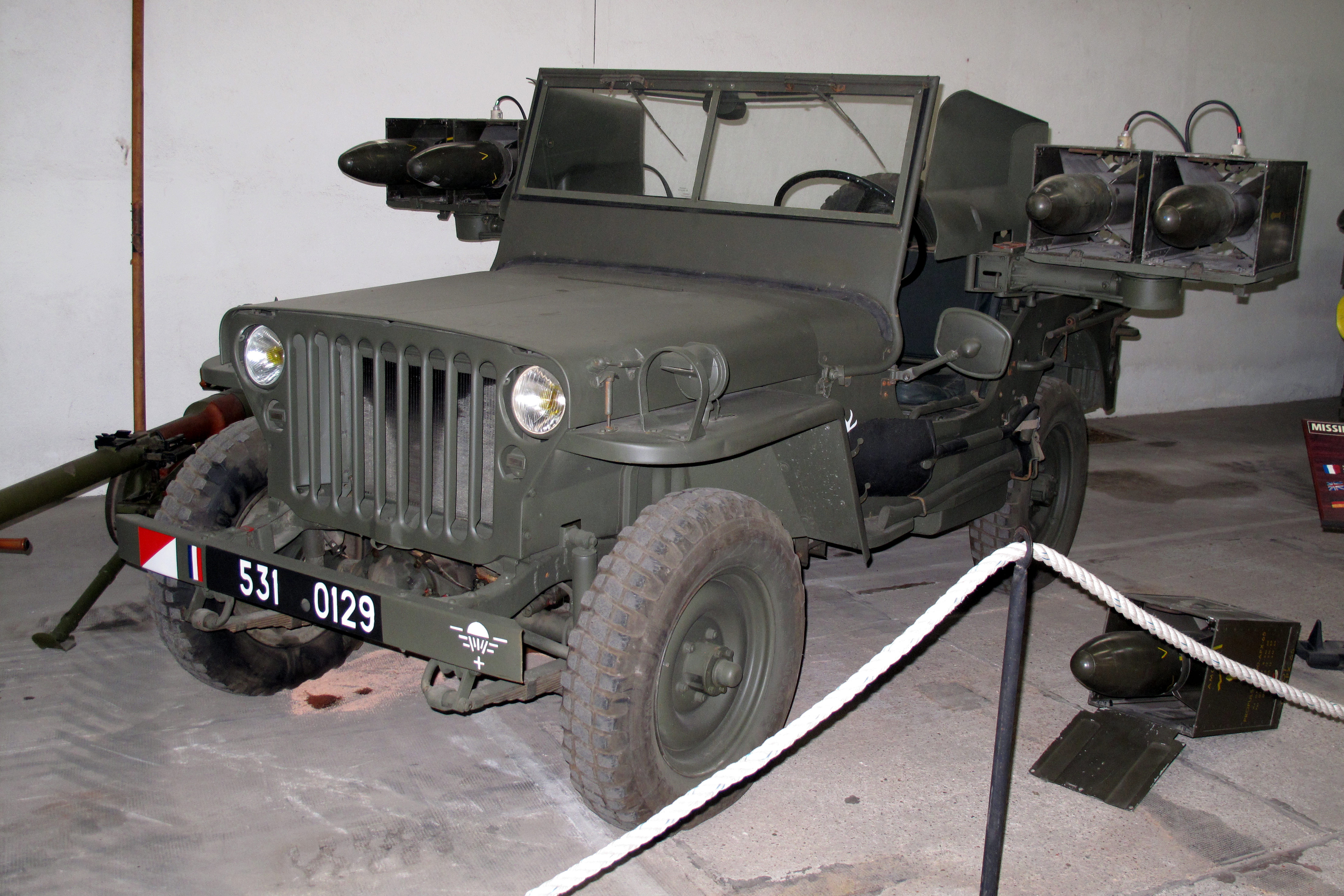
Francuski Hotchkiss M201 z pociskami ENTAC

Istniała możliwość zamontowania zamiast karabinu maszynowego, na podstawie M31C, działa bezodrzutowego 75 mm M20, umożliwiającego walkę z celami opancerzonymi. Później na jeepach montowano działa bezodrzutowe 105 mm M27 i M40 na podstawie trójnożnej M79, z tyłu pojazdu. We Francji na jeepach od lat 50. montowano wyrzutnie przeciwpancernych pocisków kierowanych SS.10, SS.11, ENTAC, a od lat 70. – MILAN.
Podczas II wojny światowej stosowano też na małą skalę od 1944 jeepy jako pojazdy bazowe do montażu wyrzutni niekierowanych pocisków rakietowych. W ZSRR montowano na nich wyrzutnię BM-8-8 z 8 pociskami kalibru 80 mm, a w USA ośmiopociskową wyrzutnię T36.

## Nazwa
Istnieją różne teorie co do pochodzenia nazwy „jeep”, lecz najbardziej prawdopodobna łączy się z faktem, że takim określeniem amerykańscy mechanicy wojskowi nazywali w latach 30. każdy nowy pojazd otrzymany do testów, a spotykane było ono w odniesieniu do pojazdów już podczas I wojny światowej. W okresie międzywojennym nazywano tak też nowych niedoświadczonych rekrutów. Do upowszechnienia tej nazwy w stosunku do nowych samochodów terenowych przyczynił się pokaz prasowy na początku 1941, podczas którego prototyp Willysa, opisany w gazetach jako „jeep”, wjechał po schodach Kapitolu. Inne teorie wywodziły tę nazwę:
- od Eugeniusza Dżipa (ang. Eugene the Jeep), magicznego psa z kreskówki „Popeye”, znanego ze swoich wyjątkowych sprawności i umiejętności[22][21],
- od prototypowego modelu Ford GP, który powstał równolegle z Willysem (G, oznaczające government, czyli zamówienie rządowe, oraz P, wskazujące długość podwozia 80 cali; fonetycznie wymawiane podobnie do „jeep” – dżi-pi)[21],
- od General Purpose (ogólnego użytku, wielozadaniowy), jednak takie określenie wojskowe nigdy się w stosunku do tego modelu nie pojawiło[21].

Nawet podczas II wojny światowej nazwa „jeep” nie była uniwersalnie ani wyłącznie stosowana wobec Willysa MB – w latach 1941–42 popularnie nazywano w ten sposób w armii USA także półtonowe samochody rozpoznawcze, a wobec ćwierćtonowego Willysa spotykane było określenie „peep” lub „baby jeep”. Z kolei w zmotoryzowanej kawalerii USA popularna była nazwa „bantam”. W Wielkiej Brytanii podczas wojny samochód był znany głównie jako Willys 4×4, a slangowo także jako „Blitz Buggy”. Określenie „jeep” zaczęło być jednak podczas wojny ostatecznie utożsamiane z Willysem, w dużej mierze dzięki wykorzystywaniu go przez firmę Willys w reklamach prasowych. Na skutek skargi Bantama, w 1948 roku Federalna Komisja Handlu zakazała jednak Willysowi twierdzić, że jest twórcą jeepa uznając, że idea skonstruowania jeepa powstała i została rozwinięta w firmie American Bantam, we współpracy z pewnymi oficerami Armii USA.

## Następcy
Od lat 50. następcami Willysa MB w armii USA i wielu innych stał się M38, bazujący na cywilnym modelu Jeep CJ3A, a następnie jego rozwinięcie M38A1, z którego z kolei powstał cywilny model CJ5. Budowano także sanitarkę M170 na przedłużonym podwoziu M38A1. Od połowy lat 60. pojazdy wywodzące się z Willysa zastępowano całkiem nowym samochodem Ford MUTT oznaczonym przez Armię USA jako M151, który jedynie z zewnątrz przypominał Jeepa. Główną rzucającą się w oczy różnicą jest poprzeczne ułożenie żeber osłony chłodnicy.

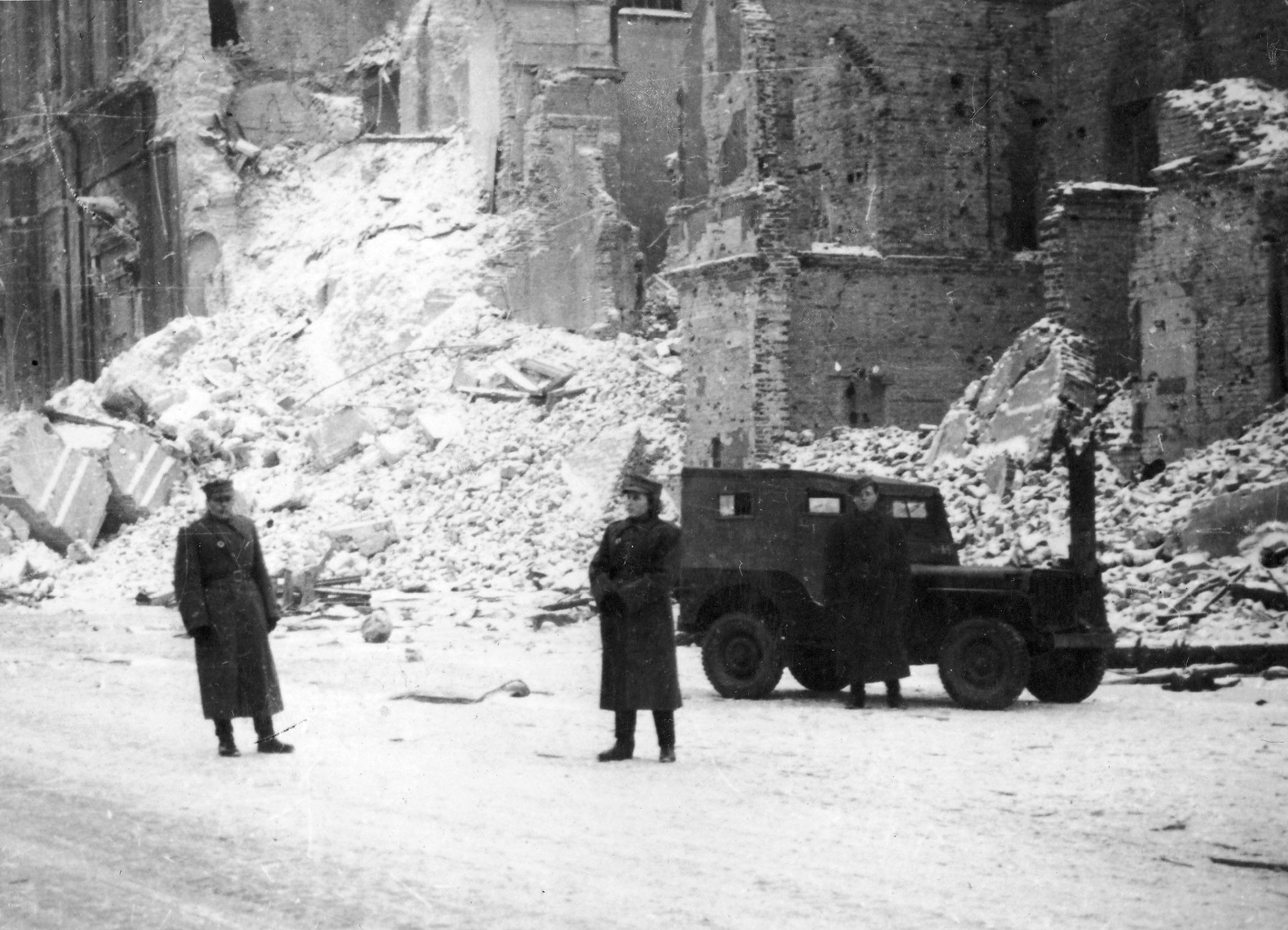
Żołnierze Wojska Polskiego po wejściu do Warszawy w 1945: widać jeepa używanego przez polską armię
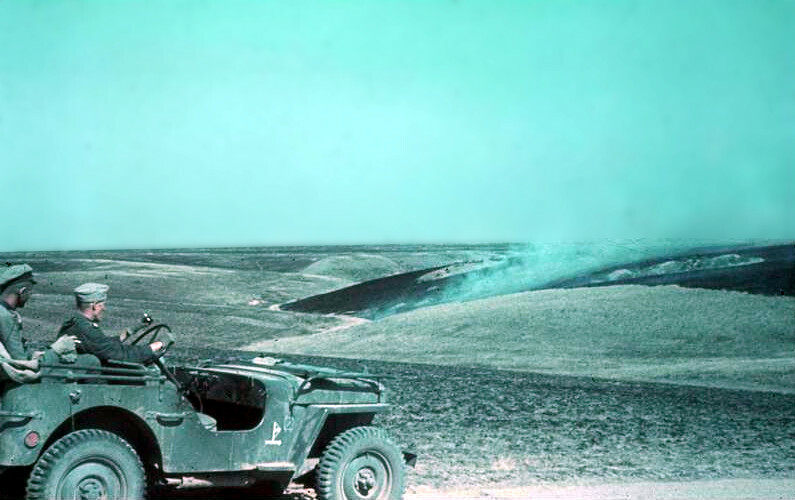
Zdobyczny jeep w służbie niemieckiej na froncie wschodnim
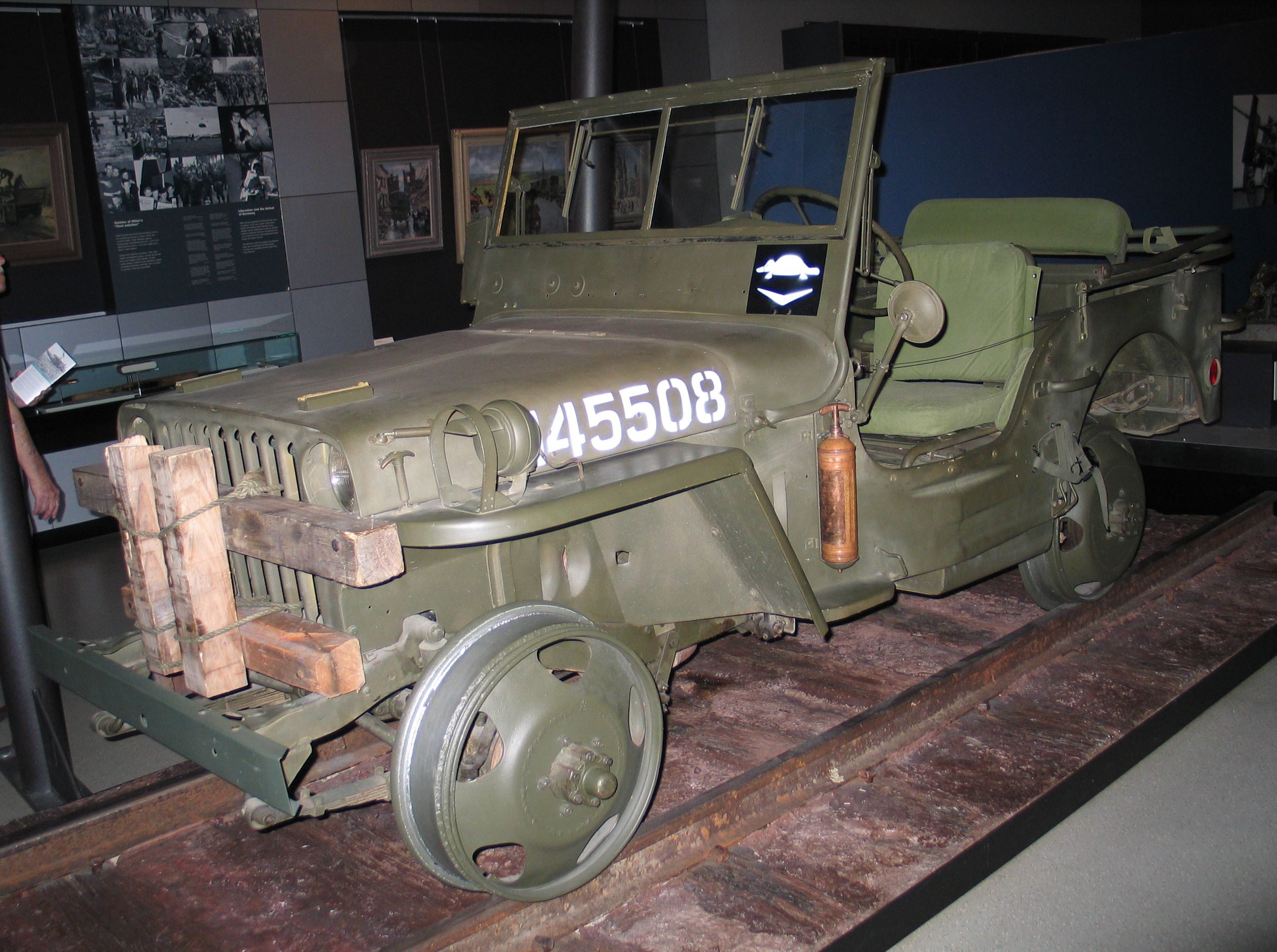
Jeep przystosowany do roli drezyny
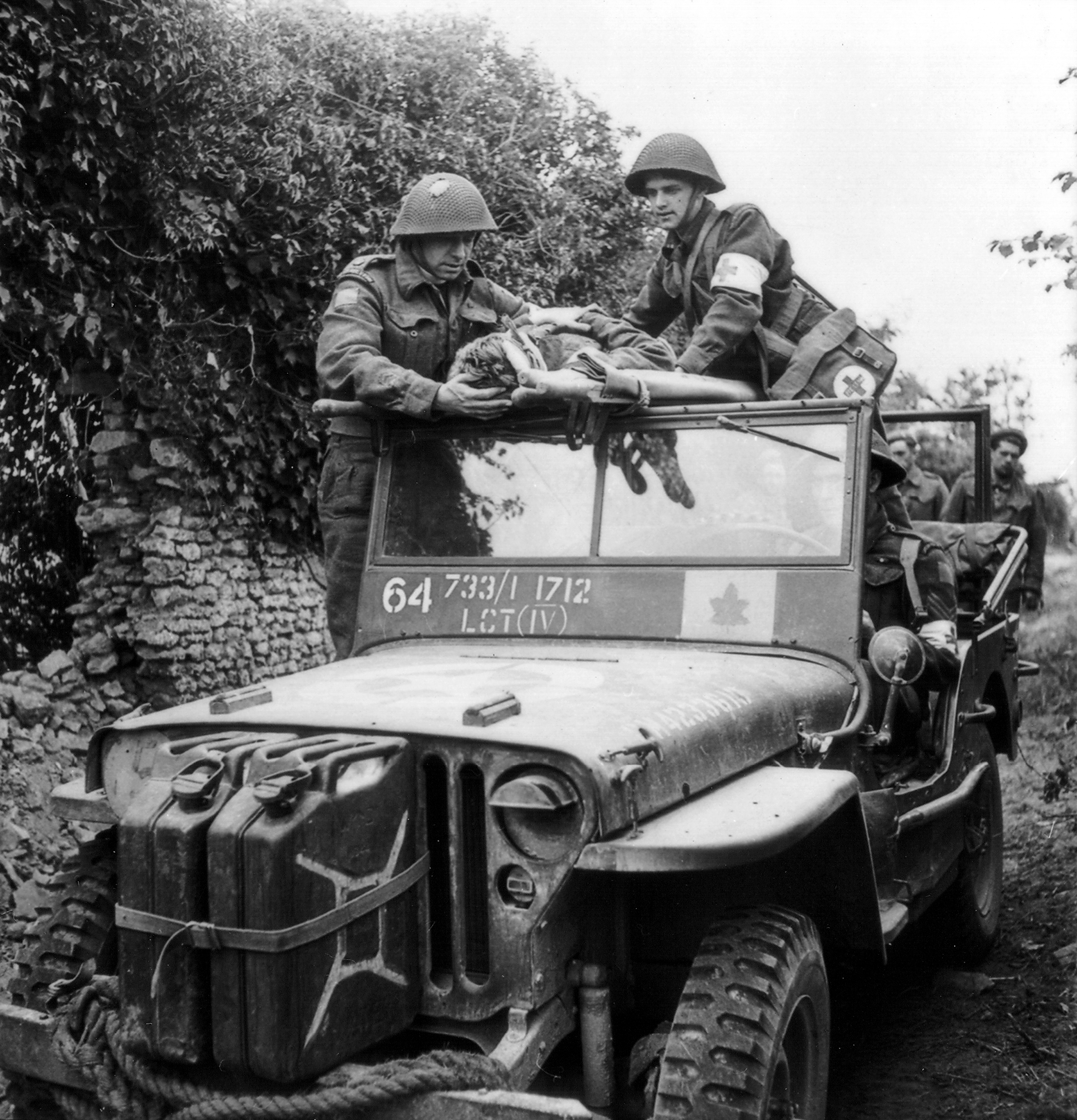
Medyczny Ford GPW w służbie kanadyjskiej, z noszami na ramie nad szybą, 1944
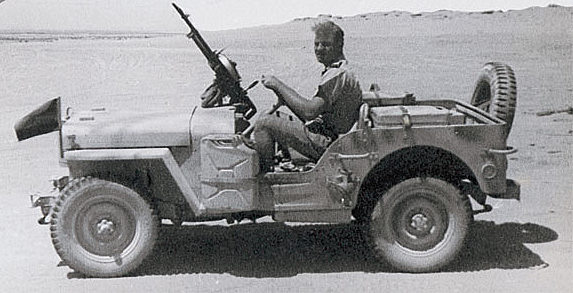
Jeep pustynnej jednostki LRDG, uzbrojony w km 7,7 mm Vickers K
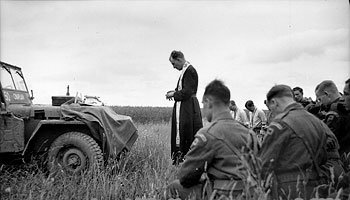
Płaska maska jeepa znalazła zastosowanie jako ołtarz polowy
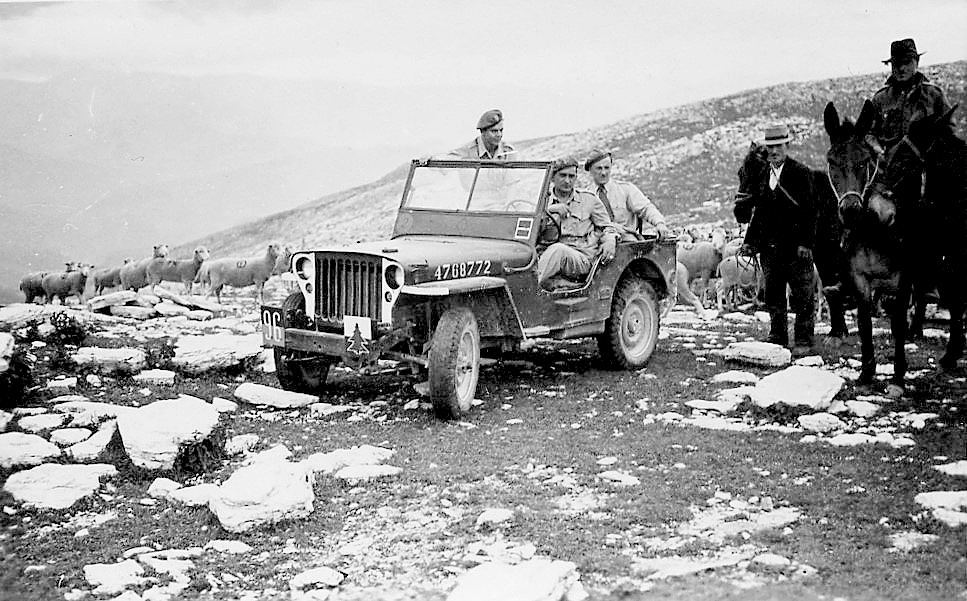
Willys w służbie 3 Karpackiego Pułku Artylerii Przeciwpancernej.